# Weronika Sebastianowicz
Weronika Sebastianowicz, ps. „Różyczka” (biał. Вераніка Себасьцяновіч, ur. 15 listopada 1931 w Pacewiczach) – żołnierz Armii Krajowej oraz Zrzeszenia Wolność i Niezawisłość, uczestniczka zbrojnego podziemia antykomunistycznego, Żołnierz Niezłomny, ofiara represji stalinowskich, sybiraczka, przewodnicząca Stowarzyszenia Żołnierzy AK na Białorusi, działaczka polska na Białorusi, dama Orderu Odrodzenia Polski, jako kombatantka awansowana do stopnia pułkownika Wojska Polskiego.

## Życiorys
Urodziła się w 1931 roku we wsi Pacewicze (koło Mostów w ówczesnym powiecie wołkowyskim na obszarze województwa białostockiego II Rzeczypospolitej) jako córka Józefa Oleszkiewicza, inżyniera dróg i mostów. W młodości pracowała w kołchozie imienia Mołotowa. W czasie okupacji sowieckiej i niemieckiej była żołnierzem Armii Krajowej, została oficjalnie zaprzysiężona w wieku trzynastu lat. Wtedy też otrzymała pseudonim Różyczka. W 1945 roku została zaprzysiężona jako członek WiN i kontynuowała walkę w Obwodzie AK Wołkowysk należącym do Inspektoratu Grodzieńskiego AK do swojego aresztowania w dniu 7 kwietnia 1951 roku. Ostatnie tygodnie przed zatrzymaniem ukrywała się. Krótko po wojnie został aresztowany jej ojciec, a kilka tygodni po niej samej także jej matka – również członkowie podziemia.
Po uwięzieniu była torturowana. Wyrokiem z 22 sierpnia 1952 roku została skazana na karę 25 lat pozbawienia wolności, pozbawienie praw publicznych na 5 lat i konfiskatę mienia, ale wyrokiem z 13 lipca 1955 roku karę skrócono do 10 lat pozbawienia wolności. Ostatecznie wróciła z zesłania do Workuty w 1955 roku. Gdy przebywała w łagrze, poległ jej brat Antoni, który wciąż walczył w podziemiu WiN, a otoczony przez sowiecką obławę popełnił samobójstwo. Po powrocie z łagru Weronika pracowała fizycznie wraz z całą rodziną jako robotnicy niewykwalifikowani.
Podjęła próbę repatriacji do Polski, ale odmówiono jej prawa wyjazdu. Od początku lat 90. działa w organizacjach polskich, m.in. jest prezesem nieuznawanego przez białoruskie władze Stowarzyszenia Żołnierzy AK na Białorusi działającego przy Związku Polaków na Białorusi.
Postanowieniem Prezydenta RP Bronisława Komorowskiego z dnia 12 czerwca 2012 roku została odznaczona Krzyżem Oficerskim Orderu Odrodzenia Polski „za wybitne zasługi dla niepodległości Rzeczypospolitej Polskiej, za działalność społeczną i kombatancką”. Odznaczenie wręczył jej pełniący obowiązki kierownika Urzędu do Spraw Kombatantów i Osób Represjonowanych Jan Stanisław Ciechanowski 23 stycznia 2013 roku w mateczniku Państwowego Zespołu Ludowego Pieśni i Tańca „Mazowsze” w podwarszawskim Karolinie, w trakcie uroczystego spotkania świąteczno-noworocznego weteranów walk o niepodległość oraz ofiar represji z całej Polski. 12 listopada 2015 otrzymała Nagrodę Międzynarodową „Świadek Historii”, przyznaną przez Instytut Pamięci Narodowej w pierwszej edycji. W 2018 roku została odznaczona medalem „Pro Bono Poloniae”. W 2020 otrzymała nagrodę „Semper Fidelis”, przyznaną przez Instytut Pamięci Narodowej.
W czerwcu 2013 razem z prezesem Związku Polaków na Białorusi Mieczysławem Jaśkiewiczem została przez Sąd Rejonowy w Szczuczynie skazana na karę grzywny za zorganizowanie „nielegalnego zgromadzenia”. Sprawa dotyczyła uroczystości, która odbyła się 12 maja tego roku w Raczkowszczyźnie. Podczas niej ustawiono i poświęcono krzyż upamiętniający śmierć ostatniego dowódcy polskiego podziemia niepodległościowego na Białorusi podporucznika Anatola Radziwonika, który zginął w 1949 roku podczas sowieckiej obławy. W czerwcu 2014 stanęła przed sądem w Grodnie sądzona za zbiórkę świątecznych paczek dla AK-owców. Z dniem 1 marca 2016 została awansowana przez ministra obrony narodowej Antoniego Macierewicza do stopnia majora w stanie spoczynku, a 1 marca następnego roku do stopnia pułkownika.
Zamieszkała w mieście Skidel. W 2012 powstał film dokumentalny opowiadający historię Weroniki Sebastianowicz pt. Pani Weronika i jej chłopcy, autorstwa Artura Pilarczyka.
W 2019 otrzymała od Instytutu Pamięci Narodowej nagrodę „Semper Fidelis”.